# François Gagnepain
François Gagnepain (Raveau, 23 settembre 1866 – Cannes, 25 gennaio 1952) è stato un botanico francese.

## Biografia
In collaborazione con Achille Eugène Finet, descrisse parecchie specie appartenenti alla famiglia Annonaceae.

## Onorificenze
Il genere Gagnepainia (famiglia Zingiberaceae) fu così chiamato in suo onore da Karl Moritz Schumann.
Nel 1907, l'Accademia francese delle scienze assegnò a Gagnepain il Prix de Coincy.

## Opere principali
- Topographie botanique des environs de Cercy-la-Tour (Nièvre), Société d'histoire naturelle d'Autun, 1900.
- in collaborazione con Achille Eugène Finet, Contributions à la flore de l'Asie orientale, 1905.
- Contribution à l'étude géo-botanique de l'Indo-Chine, 1926[4]